# Lucien Laferté
Lucien Laferté (* 19. März 1919 in Saint-François-du-Lac; † 14. November 2012 in Trois-Rivières) war ein kanadischer Skispringer.

## Werdegang
Laferté begann bereits in den späten 1930er Jahren mit dem Skispringen. Bereits nach kurzer Zeit überzeugte er bei regionalen Turnieren durch gute Weiten und guten Sprungstil. Er bekam daraufhin den Spitznamen „The Flying Cowboy“. Auf nationaler Ebene kam Laferté jedoch erst nach dem Zweiten Weltkrieg zu ersten Erfolgen.
Bei den Kanadischen Meisterschaften 1947 sicherte er sich seinen ersten nationalen Titel im Einzel. Daraufhin wurde er für die Olympischen Winterspiele 1948 in St. Moritz nominiert. Einen Monat vor den Spielen zog er sich bei einem Vorbereitungsspringen in der Schweiz eine schwere Verletzung zu und konnte daraufhin nicht starten.
Sein Comeback feierte er 1949 mit dem Gewinn seines zweiten nationalen Titels. Daraufhin reiste er mit der Mannschaft zur Nordischen Skiweltmeisterschaft 1950. Dort jedoch verletzte er sich an der Schulter und konnte sich so erneut nicht platzieren. Bei den Kanadischen Meisterschaften 1951 sicherte sich Laferté seinen dritten Titel. Erneut wurde er daraufhin ins nationale Auswahlteam aufgenommen und reiste zu den Olympischen Winterspielen 1952 in Oslo. Dort stürzte er im Einzel von der Normalschanze bei 61 Metern und lag damit nur auf Rang 42 von 44 Startern. Im zweiten Durchgang konnte er sich mit einem Sprung auf 59,5 Meter noch auf den 41. Platz verbessern.
Bei den Kanadischen Meisterschaften 1952 versuchte Laferté seinen Titel zu verteidigen. Dies blieb ihm aber aufgrund einer erneuten Armverletzung verwehrt. Die Qualifikation für die Olympischen Winterspiele 1956 verpasste er. Bis in die 1960er Jahre sprang Laferté noch auf nationaler Ebene, bevor er seine Karriere schließlich beendete.